# Caner Erkin
Caner Erkin (Balıkesir, 4 ottobre 1988) è un calciatore turco, centrocampista o difensore dell'Eyüpspor.

## Caratteristiche tecniche
Mancino naturale, può svolgere tutti i compiti sulla fascia sinistra, ma da diversi anni viene impiegato come terzino. Nato centrocampista esterno, poi arretrato nel suo attuale ruolo, da cui eredita la propensione offensiva. È inoltre un buon tiratore di calci da fermo.

## Carriera

### Club
Dopo la trafila nelle giovanili, gioca per tre stagioni con il Manisaspor dove colleziona in campionato 42 presenze e 5 gol.
Nel gennaio 2007 viene acquistato dal CSKA Mosca per 4 milioni di euro. Dopo 33 presenze e 1 gol con la squadra russa, viene ceduto in prestito oneroso per 400 000 euro al Galatasaray, con cui a fine stagione totalizza 20 presenze. Dopo essere tornato al CSKA Mosca per fine prestito, nell'estate 2010 viene ceduto al Fenerbahçe a titolo definitivo per 2 milioni di euro.
Rimasto svincolato, nell'estate 2016 si accasa inizialmente all'Inter di Roberto Mancini; tuttavia un sopravvenuto avvicendamento sulla panchina nerazzurra fa sì che il turco non rientri nei piani del nuovo tecnico Frank de Boer, sicché dopo poche settimane viene ceduto in prestito al Beşiktaş. Nonostante collezioni solo 8 presenze in campionato e 3 in Champions League, nell'estate 2017 viene riscattato per 750.000 euro dal club bianconero.

### Nazionale
Ha giocato nelle nazionali giovanili turche Under-17, Under-18, Under-19 ed Under-21.
Viene convocato per gli Europei 2016 in Francia. Durante la spedizione europea gioca 2 partite su 3 da titolare, uscendo dalla competizione al termine della fase a gironi.

## Statistiche

### Presenze e reti nei club
Statistiche aggiornate al 22 febbraio 2024.
| Stagione                | Squadra                 | Campionato              | Campionato | Campionato | Coppe nazionali | Coppe nazionali | Coppe nazionali | Coppe continentali | Coppe continentali | Coppe continentali | Altre coppe | Altre coppe | Altre coppe | Totale | Totale |
| Stagione                | Squadra                 | Comp                    | Pres       | Reti       | Comp            | Pres            | Reti            | Comp               | Pres               | Reti               | Comp        | Pres        | Reti        | Pres   | Reti   |
| ----------------------- | ----------------------- | ----------------------- | ---------- | ---------- | --------------- | --------------- | --------------- | ------------------ | ------------------ | ------------------ | ----------- | ----------- | ----------- | ------ | ------ |
| 2004-2005               | Manisaspor              | 1L                      | 3          | 0          | CT              | 0               | 0               | -                  | -                  | -                  | -           | -           | -           | 3      | 0      |
| 2005-2006               | Manisaspor              | SL                      | 23         | 3          | CT              | 0               | 0               | -                  | -                  | -                  | -           | -           | -           | 23     | 3      |
| 2006-gen. 2007          | Manisaspor              | SL                      | 15         | 3          | CT              | 2               | 0               | -                  | -                  | -                  | -           | -           | -           | 17     | 3      |
| Totale Manisaspor       | Totale Manisaspor       | Totale Manisaspor       | 41         | 6          |                 | 2               | 0               |                    | -                  | -                  |             | -           | -           | 43     | 6      |
| gen.-nov. 2007          | CSKA Mosca              | PL                      | 8          | 0          | CR              | 1               | 0               | CU                 | -                  | -                  | -           | -           | -           | 9      | 0      |
| 2007-2008               | CSKA Mosca              | PL                      | 18         | 1          | CR              | 4               | 0               | UCL                | 2                  | 0                  | -           | -           | -           | 24     | 1      |
| 2008-2009               | CSKA Mosca              | PL                      | 7          | 0          | CR              | 3               | 0               | CU                 | 6                  | 0                  | -           | -           | -           | 16     | 0      |
| Totale CSKA Mosca       | Totale CSKA Mosca       | Totale CSKA Mosca       | 33         | 1          |                 | 8               | 0               |                    | 8                  | 0                  |             | -           | -           | 49     | 1      |
| 2009-2010               | Galatasaray             | SL                      | 20         | 0          | CT              | 6               | 3               | UEL                | 4                  | 0                  | -           | -           | -           | 30     | 3      |
| 2010-2011               | Fenerbahçe              | SL                      | 22         | 1          | CT              | 3               | 0               | UCL+UEL            | 0+1                | 0                  | -           | -           | -           | 26     | 1      |
| 2011-2012               | Fenerbahçe              | SL                      | 29+4       | 2+0        | CT              | 5               | 1               | -                  | -                  | -                  | -           | -           | -           | 38     | 3      |
| 2012-2013               | Fenerbahçe              | SL                      | 30         | 0          | CT              | 6               | 1               | UCL+UEL            | 3+13               | 1+2                | ST          | 1           | 0           | 53     | 4      |
| 2013-2014               | Fenerbahçe              | SL                      | 30         | 3          | CT              | 0               | 0               | UCL                | 2                  | 0                  | ST          | 1           | 0           | 33     | 3      |
| 2014-2015               | Fenerbahçe              | SL                      | 31         | 3          | CT              | 4               | 1               | -                  | -                  | -                  | ST          | 1           | 0           | 36     | 4      |
| 2015-2016               | Fenerbahçe              | SL                      | 13         | 0          | CT              | 4               | 1               | UCL+UEL            | 2+8                | 0                  | -           | -           | -           | 27     | 1      |
| 2016-2017               | Beşiktaş                | SL                      | 8          | 0          | CT              | 0               | 0               | UCL                | 3                  | 0                  | ST          | -           | -           | 11     | 0      |
| 2017-2018               | Beşiktaş                | SL                      | 21         | 0          | CT              | 7               | 0               | UCL                | 6                  | 0                  | ST          | 1           | 0           | 35     | 0      |
| 2018-2019               | Beşiktaş                | SL                      | 28         | 1          | CT              | 0               | 0               | UEL                | 11                 | 0                  | -           | -           | -           | 39     | 1      |
| 2019-2020               | Beşiktaş                | SL                      | 30         | 3          | CT              | 3               | 1               | UEL                | 4                  | 0                  | -           | -           | -           | 37     | 4      |
| Totale Beşiktaş         | Totale Beşiktaş         | Totale Beşiktaş         | 87         | 4          |                 | 10              | 1               |                    | 24                 | 0                  |             | 1           | 0           | 122    | 5      |
| 2020-2021               | Fenerbahçe              | SL                      | 34         | 0          | CT              | 3               | 0               | -                  | -                  | -                  | -           | -           | -           | 37     | 0      |
| Totale Fenerbahçe       | Totale Fenerbahçe       | Totale Fenerbahçe       | 189+4      | 9+0        |                 | 25              | 4               |                    | 29                 | 3                  |             | 3           | 0           | 250    | 16     |
| 2021-2022               | Fatih Karagümrük        | SL                      | 29         | 1          | CT              | 2               | 0               | -                  | -                  | -                  | -           | -           | -           | 24     | 1      |
| 2022-gen.2023           | Fatih Karagümrük        | SL                      | 12         | 0          | CT              | 0               | 0               | -                  | -                  | -                  | -           | -           | -           | 12     | 0      |
| Totale Fatih Karagümrük | Totale Fatih Karagümrük | Totale Fatih Karagümrük | 41         | 1          |                 | 2               | 0               |                    | -                  | -                  |             | -           | -           | 43     | 1      |
| gen.- giu.2023          | İstanbul Başakşehir     | SL                      | 7          | 0          | CT              | 3               | 0               | -                  | -                  | -                  | -           | -           | -           | 10     | 0      |
| 2023-2024               | Eyüpspor                | 1L                      | 21         | 6          | CT              | 0               | 0               | -                  | -                  | -                  | -           | -           | -           | 21     | 6      |
| Totale carriera         | Totale carriera         | Totale carriera         | 443        | 26         |                 | 56              | 5               |                    | 69                 | 3                  |             | 4           | 0           | 572    | 38     |

### Cronologia presenze e reti in nazionale
| Cronologia completa delle presenze e delle reti in nazionale ― Turchia | Cronologia completa delle presenze e delle reti in nazionale ― Turchia | Cronologia completa delle presenze e delle reti in nazionale ― Turchia | Cronologia completa delle presenze e delle reti in nazionale ― Turchia | Cronologia completa delle presenze e delle reti in nazionale ― Turchia | Cronologia completa delle presenze e delle reti in nazionale ― Turchia | Cronologia completa delle presenze e delle reti in nazionale ― Turchia | Cronologia completa delle presenze e delle reti in nazionale ― Turchia |
| Data                                                                   | Città                                                                  | In casa                                                                | Risultato                                                              | Ospiti                                                                 | Competizione                                                           | Reti                                                                   | Note                                                                   |
| ---------------------------------------------------------------------- | ---------------------------------------------------------------------- | ---------------------------------------------------------------------- | ---------------------------------------------------------------------- | ---------------------------------------------------------------------- | ---------------------------------------------------------------------- | ---------------------------------------------------------------------- | ---------------------------------------------------------------------- |
| 26-5-2006                                                              | Bochum                                                                 | Ghana                                                                  | 1 – 1                                                                  | Turchia                                                                | Amichevole                                                             | -                                                                      | 46’                                                                    |
| 4-6-2006                                                               | Krefeld                                                                | Macedonia                                                              | 1 – 0                                                                  | Turchia                                                                | Amichevole                                                             | -                                                                      |                                                                        |
| 19-11-2008                                                             | Vienna                                                                 | Austria                                                                | 2 – 4                                                                  | Turchia                                                                | Amichevole                                                             | -                                                                      | 72’                                                                    |
| 11-2-2009                                                              | Smirne                                                                 | Turchia                                                                | 1 – 1                                                                  | Costa d'Avorio                                                         | Amichevole                                                             | -                                                                      |                                                                        |
| 2-6-2009                                                               | Kayseri                                                                | Turchia                                                                | 2 – 0                                                                  | Azerbaigian                                                            | Amichevole                                                             | -                                                                      | 78’                                                                    |
| 5-6-2009                                                               | Lione                                                                  | Francia                                                                | 1 – 0                                                                  | Turchia                                                                | Amichevole                                                             | -                                                                      | 90’                                                                    |
| 3-3-2010                                                               | Istanbul                                                               | Turchia                                                                | 2 – 0                                                                  | Honduras                                                               | Amichevole                                                             | -                                                                      |                                                                        |
| 26-5-2010                                                              | New Britain                                                            | Irlanda del Nord                                                       | 0 – 2                                                                  | Turchia                                                                | Amichevole                                                             | -                                                                      | 75’                                                                    |
| 15-11-2011                                                             | Zagabria                                                               | Croazia                                                                | 0 – 0                                                                  | Turchia                                                                | Qual. Euro 2012                                                        | -                                                                      | 6’ 36’                                                                 |
| 29-2-2012                                                              | Bursa                                                                  | Turchia                                                                | 1 – 2                                                                  | Slovacchia                                                             | Amichevole                                                             | -                                                                      | 80’                                                                    |
| 24-5-2012                                                              | Wals-Siezenheim                                                        | Georgia                                                                | 1 – 3                                                                  | Turchia                                                                | Amichevole                                                             | -                                                                      | 70’                                                                    |
| 26-5-2012                                                              | Wals-Siezenheim                                                        | Finlandia                                                              | 3 – 2                                                                  | Turchia                                                                | Amichevole                                                             | -                                                                      | 66’                                                                    |
| 29-5-2012                                                              | Wals-Siezenheim                                                        | Bulgaria                                                               | 0 – 2                                                                  | Turchia                                                                | Amichevole                                                             | -                                                                      | 78’                                                                    |
| 2-6-2012                                                               | Lisbona                                                                | Portogallo                                                             | 1 – 3                                                                  | Turchia                                                                | Amichevole                                                             | -                                                                      | 81’                                                                    |
| 5-6-2012                                                               | Ingolstadt                                                             | Turchia                                                                | 2 – 0                                                                  | Ucraina                                                                | Amichevole                                                             | 1                                                                      | 66’                                                                    |
| 15-8-2012                                                              | Vienna                                                                 | Austria                                                                | 2 – 0                                                                  | Turchia                                                                | Amichevole                                                             | -                                                                      |                                                                        |
| 16-10-2012                                                             | Budapest                                                               | Ungheria                                                               | 3 – 1                                                                  | Turchia                                                                | Qual. Mondiali 2014                                                    | -                                                                      | 30’ 75’                                                                |
| 14-11-2012                                                             | Istanbul                                                               | Turchia                                                                | 1 – 1                                                                  | Danimarca                                                              | Amichevole                                                             | -                                                                      | 66’                                                                    |
| 28-5-2013                                                              | Duisburg                                                               | Lettonia                                                               | 3 – 3                                                                  | Turchia                                                                | Amichevole                                                             | -                                                                      |                                                                        |
| 31-5-2013                                                              | Bielefeld                                                              | Slovenia                                                               | 2 – 0                                                                  | Turchia                                                                | Amichevole                                                             | -                                                                      | 63’ 69’                                                                |
| 14-8-2013                                                              | Istanbul                                                               | Turchia                                                                | 2 – 2                                                                  | Ghana                                                                  | Amichevole                                                             | -                                                                      | 73’                                                                    |
| 6-9-2013                                                               | Kayseri                                                                | Turchia                                                                | 5 – 0                                                                  | Andorra                                                                | Qual. Mondiali 2014                                                    | -                                                                      |                                                                        |
| 10-9-2013                                                              | Bucarest                                                               | Romania                                                                | 0 – 2                                                                  | Turchia                                                                | Qual. Mondiali 2014                                                    | -                                                                      |                                                                        |
| 11-10-2013                                                             | Tallinn                                                                | Estonia                                                                | 0 – 2                                                                  | Turchia                                                                | Qual. Mondiali 2014                                                    | -                                                                      | 26’                                                                    |
| 15-11-2013                                                             | Adana                                                                  | Turchia                                                                | 1 – 0                                                                  | Irlanda del Nord                                                       | Amichevole                                                             | -                                                                      |                                                                        |
| 19-11-2013                                                             | Mersin                                                                 | Turchia                                                                | 2 – 1                                                                  | Bielorussia                                                            | Amichevole                                                             | -                                                                      | 88’                                                                    |
| 5-3-2014                                                               | Ankara                                                                 | Turchia                                                                | 2 – 1                                                                  | Svezia                                                                 | Amichevole                                                             | -                                                                      | 77’                                                                    |
| 25-5-2014                                                              | Dublino                                                                | Irlanda                                                                | 1 – 2                                                                  | Turchia                                                                | Amichevole                                                             | -                                                                      |                                                                        |
| 29-5-2014                                                              | Washington                                                             | Honduras                                                               | 0 – 2                                                                  | Turchia                                                                | Amichevole                                                             | 1                                                                      | 46’                                                                    |
| 1-6-2014                                                               | Harrison                                                               | Stati Uniti                                                            | 2 – 1                                                                  | Turchia                                                                | Amichevole                                                             | -                                                                      |                                                                        |
| 3-9-2014                                                               | Odense                                                                 | Danimarca                                                              | 1 – 2                                                                  | Turchia                                                                | Amichevole                                                             | -                                                                      | 89’                                                                    |
| 9-9-2014                                                               | Reykjavík                                                              | Islanda                                                                | 3 – 0                                                                  | Turchia                                                                | Qual. Euro 2016                                                        | -                                                                      |                                                                        |
| 10-10-2014                                                             | Istanbul                                                               | Turchia                                                                | 1 – 2                                                                  | Rep. Ceca                                                              | Qual. Euro 2016                                                        | -                                                                      |                                                                        |
| 13-10-2014                                                             | Riga                                                                   | Lettonia                                                               | 1 – 1                                                                  | Turchia                                                                | Qual. Euro 2016                                                        | -                                                                      |                                                                        |
| 12-11-2014                                                             | Istanbul                                                               | Turchia                                                                | 0 – 4                                                                  | Brasile                                                                | Amichevole                                                             | -                                                                      | 46’ 68’                                                                |
| 16-11-2014                                                             | Istanbul                                                               | Turchia                                                                | 3 – 1                                                                  | Kazakistan                                                             | Qual. Euro 2016                                                        | -                                                                      |                                                                        |
| 28-3-2015                                                              | Amsterdam                                                              | Paesi Bassi                                                            | 1 – 1                                                                  | Turchia                                                                | Qual. Euro 2016                                                        | -                                                                      |                                                                        |
| 31-3-2015                                                              | Lussemburgo                                                            | Lussemburgo                                                            | 1 – 2                                                                  | Turchia                                                                | Amichevole                                                             | -                                                                      |                                                                        |
| 3-9-2015                                                               | Konya                                                                  | Turchia                                                                | 1 – 1                                                                  | Lettonia                                                               | Qual. Euro 2016                                                        | -                                                                      |                                                                        |
| 6-9-2015                                                               | Konya                                                                  | Turchia                                                                | 3 – 0                                                                  | Paesi Bassi                                                            | Qual. Euro 2016                                                        | -                                                                      |                                                                        |
| 10-10-2015                                                             | Praga                                                                  | Rep. Ceca                                                              | 0 – 2                                                                  | Turchia                                                                | Qual. Euro 2016                                                        | -                                                                      |                                                                        |
| 13-10-2015                                                             | Konya                                                                  | Turchia                                                                | 1 – 0                                                                  | Islanda                                                                | Qual. Euro 2016                                                        | -                                                                      |                                                                        |
| 24-3-2016                                                              | Antalya                                                                | Turchia                                                                | 2 – 1                                                                  | Svezia                                                                 | Amichevole                                                             | -                                                                      |                                                                        |
| 29-3-2016                                                              | Vienna                                                                 | Austria                                                                | 1 – 2                                                                  | Turchia                                                                | Amichevole                                                             | -                                                                      | 69’                                                                    |
| 22-5-2016                                                              | Manchester                                                             | Inghilterra                                                            | 2 – 1                                                                  | Turchia                                                                | Amichevole                                                             | -                                                                      | 70’                                                                    |
| 29-5-2016                                                              | Antalya                                                                | Turchia                                                                | 1 – 0                                                                  | Montenegro                                                             | Amichevole                                                             | -                                                                      | 72’                                                                    |
| 5-6-2016                                                               | Lubiana                                                                | Slovenia                                                               | 0 – 1                                                                  | Turchia                                                                | Amichevole                                                             | -                                                                      | 64’                                                                    |
| 12-6-2016                                                              | Parigi                                                                 | Turchia                                                                | 0 – 1                                                                  | Croazia                                                                | Euro 2016 - 1º turno                                                   | -                                                                      |                                                                        |
| 17-6-2016                                                              | Nizza                                                                  | Spagna                                                                 | 3 – 0                                                                  | Turchia                                                                | Euro 2016 - 1º turno                                                   | -                                                                      |                                                                        |
| 6-10-2016                                                              | Konya                                                                  | Turchia                                                                | 2 – 2                                                                  | Ucraina                                                                | Qual. Mondiali 2018                                                    | -                                                                      | 24’                                                                    |
| 9-10-2016                                                              | Reykjavík                                                              | Islanda                                                                | 2 – 0                                                                  | Turchia                                                                | Qual. Mondiali 2018                                                    | -                                                                      |                                                                        |
| 5-9-2017                                                               | Eskişehir                                                              | Turchia                                                                | 1 – 0                                                                  | Croazia                                                                | Qual. Mondiali 2018                                                    | -                                                                      |                                                                        |
| 6-10-2017                                                              | Eskişehir                                                              | Turchia                                                                | 0 – 3                                                                  | Islanda                                                                | Qual. Mondiali 2018                                                    | -                                                                      | 79’                                                                    |
| 11-11-2020                                                             | Istanbul                                                               | Turchia                                                                | 3 – 3                                                                  | Croazia                                                                | Amichevole                                                             | -                                                                      | 46’                                                                    |
| 15-11-2020                                                             | Istanbul                                                               | Turchia                                                                | 3 – 2                                                                  | Russia                                                                 | UEFA Nations League 2020-2021 - 1º turno                               | -                                                                      |                                                                        |
| 18-11-2020                                                             | Budapest                                                               | Ungheria                                                               | 2 – 0                                                                  | Turchia                                                                | UEFA Nations League 2020-2021 - 1º turno                               | -                                                                      |                                                                        |
| 24-3-2021                                                              | Istanbul                                                               | Turchia                                                                | 4 – 2                                                                  | Paesi Bassi                                                            | Qual. Mondiali 2022                                                    | -                                                                      | 64’                                                                    |
| 27-3-2021                                                              | Malaga                                                                 | Norvegia                                                               | 0 – 3                                                                  | Turchia                                                                | Qual. Mondiali 2022                                                    | -                                                                      | 69’                                                                    |
| 30-3-2021                                                              | Istanbul                                                               | Turchia                                                                | 3 – 3                                                                  | Lettonia                                                               | Qual. Mondiali 2022                                                    | -                                                                      | 83’                                                                    |
| 8-10-2021                                                              | Istanbul                                                               | Turchia                                                                | 1 – 1                                                                  | Norvegia                                                               | Qual. Mondiali 2022                                                    | -                                                                      |                                                                        |
| 11-10-2021                                                             | Riga                                                                   | Lettonia                                                               | 1 – 2                                                                  | Turchia                                                                | Qual. Mondiali 2022                                                    | -                                                                      | 65’                                                                    |
| 13-11-2021                                                             | Istanbul                                                               | Turchia                                                                | 6 – 0                                                                  | Gibilterra                                                             | Qual. Mondiali 2022                                                    | -                                                                      | 46’                                                                    |
| 16-11-2021                                                             | Podgorica                                                              | Montenegro                                                             | 1 – 2                                                                  | Turchia                                                                | Qual. Mondiali 2022                                                    | -                                                                      |                                                                        |
| Totale                                                                 |                                                                        | Presenze                                                               | 63                                                                     |                                                                        | Reti                                                                   | 2                                                                      |                                                                        |

## Palmarès

### Club

#### Competizioni nazionali
- Coppa di Russia: 2

CSKA Mosca: 2007-2008, 2008-2009
- Supercoppa di Russia: 1

CSKA Mosca: 2009
- Campionato turco: 3

Fenerbahçe: 2010-2011, 2013-2014
Besiktas: 2016-2017
- Coppa di Turchia: 2

Fenerbahçe: 2011-2012, 2012-2013
- Supercoppa di Turchia: 1

Fenerbahçe: 2014
- TFF 1. Lig: 1

Eyüpspor: 2023-2024